# Trafori in Islanda

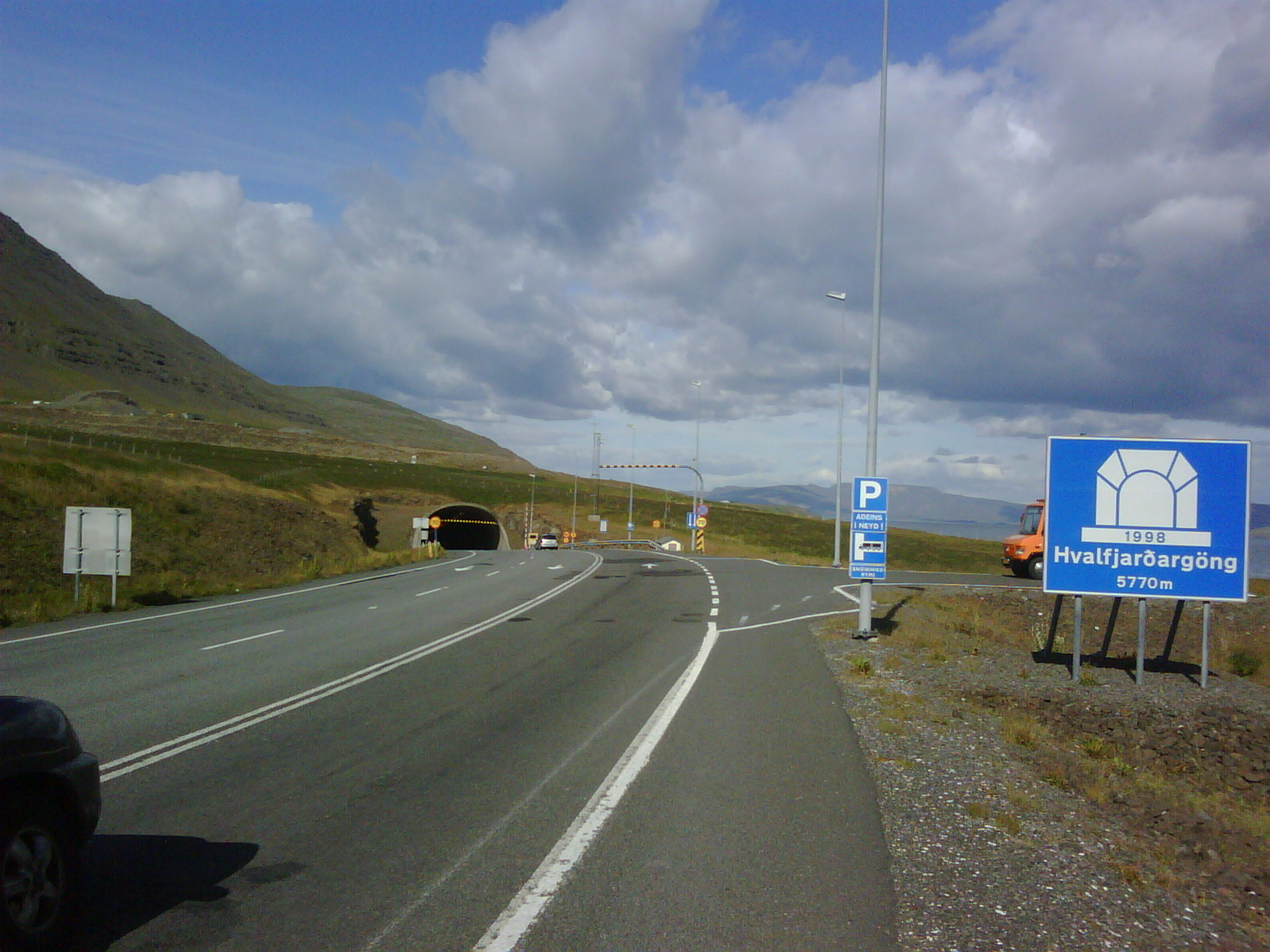
Hvalfjarðargöng

Ci sono quattordici trafori in Islanda, dei quali undici sono in attività, ed altri tre sono in progetto o in costruzione. I trafori in Islanda sono costruiti di solito sotto le montagne al fine di evitare che le città più piccole o remote in inverno rimangano isolate a causa delle abbondanti nevicate che spesso portano alla chiusura delle strade, ma anche per abbreviare la distanza tra due luoghi. Il tunnel di Hvalfjörður, che attraversa l'omonimo fiordo ed arriva a 165 m sotto l'acqua, è tra i tunnel sottomarini più lunghi del mondo.
Quella di fare trafori è una pratica che in Islanda ha preso piede solo recentemente. Si è diffusa nel paese molto lentamente ed all'inizio era usata solo per casi estremi. Il primo traforo nel paese fu aperto nel 1967 nei pressi della città di Siglufjörður (oggi Fjallabyggð) per collegarla col resto del paese. Il secondo traforo, aperto nel 1977, sostituì una strada difficilmente percorribile che attraversava l'Oddsskarð (monte dell'Islanda orientale) che poteva essere usata solo durante la breve estate e che collegava Neskaupstaður al resto del paese. Il terzo traforo fu aperto nel 1992 a Ólafsfjörður e sostituì una strada molto pericolosa. Con il miglioramento delle tecniche e l'aumento della prosperità dell'Islanda negli anni 1990, fu possibile aprire nuovi trafori dove prima non era possibile. Nel 1996 fu aperto il Vestfjarðagöng che mise fine all'isolamento di tre villaggi della regione dei Vestfirðir, collegandoli al capoluogo Ísafjörður.

## Trafori attivi
| Nome                | Lunghezza (m) | Inaugurazione | Regione                      | Strada  |
| ------------------- | ------------- | ------------- | ---------------------------- | ------- |
| Vestfjarðagöng      | 9120          | 1996          | Vestfirðir                   | 60 e 65 |
| Héðinsfjarðargöng   | 6910          | 2010          | Norðurland eystra            | 76      |
| Fáskrúðsfjarðargöng | 5850          | 2005          | Austurland                   | 96      |
| Hvalfjörður         | 5770          | 1998          | Höfuðborgarsvæðið-Vesturland | 1       |
| Bolungarvíkurgöng   | 5156          | 2010          | Vestfirðir                   | 61      |
| Héðinsfjarðargöng   | 3650          | 2010          | Norðurland eystra            | 76      |
| Múlagöng            | 3400          | 1991          | Norðurland eystra            | 82      |
| Almannaskarðsgöng   | 1308          | 2005          | Austurland                   | 1       |
| Strákagöng          | 800           | 1967          | Norðurland vestra            | 76      |
| Oddskarðsgöng       | 640           | 1977          | Austurland                   | 92      |
| Arnardalshamar      | 30            | 1948          | Vestfirðir                   | 61      |

## Trafori in costruzione
| Nome                           | Lunghezza (m) | Completamento | Regione           | Strada |
| ------------------------------ | ------------- | ------------- | ----------------- | ------ |
| Vaðlaheiðargöng                | 7400          | 2014          | Norðurland eystra | 1      |
| Norðfjarðargöng                | 6500          |               | Austurland        | 92     |
| Tra Arnarfjörður e Dýrafjörður | 5600          |               | Vestfirðir        | 60     |